# Algebra funkcyjna
Algebra funkcyjna (albo algebra jednostajna) – algebra Banacha {\displaystyle A} będąca domkniętą podalgebrą algebry {\displaystyle C^{b}(K)} wszystkich ograniczonych funkcji ciągłych określonych na przestrzeni regularnej {\displaystyle K} z normą supremum, która zawiera funkcje stałe oraz rozdziela punkty w {\displaystyle K} (tzn. dla pary różnych punktów {\displaystyle x} i {\displaystyle y} przestrzeni {\displaystyle K} istnieje taka funkcja {\displaystyle f} z algebry {\displaystyle A,} że {\displaystyle f(x)\neq f(y)}). W przypadku, gdy {\displaystyle K} jest przestrzenią zwartą, to każda funkcja ciągła na {\displaystyle K} jest ograniczona oraz algebra {\displaystyle C^{b}(K),} oznaczana w tym przypadku krótko przez {\displaystyle C(K)} ma jedynkę.

## Przykłady
Niech {\displaystyle K} będzie zwartym podzbiorem płaszczyzny zespolonej.
- Niech {\displaystyle P(K)} i {\displaystyle R(K)} oznaczają domknięcie w {\displaystyle C(K)} algebr złożonych, odpowiednio, z wielomianów i funkcji wymiernych na {\displaystyle K.} Algebry {\displaystyle P(K)} i {\displaystyle R(K)} są przykładami algebr funkcyjnych.
- Klasycznym przykładem algebry funkcyjnej jest algebra {\displaystyle A(K)} złożona ze wszystkich funkcji ciągłych na {\displaystyle K,} które są holomorficzne we wnętrzu {\displaystyle K.} Gdy {\displaystyle K} jest domkniętym kołem jednostkowym na płaszczyźnie, algebra {\displaystyle A(K)} nazywana jest algebrą dyskową.